# 特別職の職員の給与に関する法律
特別職の職員の給与に関する法律（とくべつしょくのしょくいんのきゅうよにかんするほうりつ、昭和24年12月12日法律第252号）は、特別職の国家公務員の受ける給与および公務または通勤による災害補償に関する法律である。

## 主務官庁
- 内閣官房内閣人事局人事政策統括官職（人事行政担当）[1]

## 概要
特別職国家公務員の給与等を定める法律だが、特別職国家公務員の全てがこの法律の対象というわけではない。国家公務員法第2条3項における特別職のうち、この法律の対象となっていない職および当該職の給与等に関する根拠法は以下のとおりである。
- 外務公務員（外務職員および2025年大阪・関西万博政府代表を除く）[注釈 1]…在外公館の名称及び位置並びに在外公館に勤務する外務公務員の給与に関する法律
- 日本学士院会員…日本学士院法
- 自衛官を含む防衛省の職員（一般職に属する職[注釈 2]を除く）…防衛省の職員の給与等に関する法律
- 行政執行法人の役員…独立行政法人通則法
- 裁判官…裁判官の報酬等に関する法律
- 裁判所職員（裁判官および秘書官を除く）…裁判所職員臨時措置法
- 国会議員…国会議員の歳費、旅費及び手当等に関する法律

特別職給与法の対象者は第1条に列挙されているが、このうち、国会職員の給与等は国会職員法および同法に基づく「国会職員の給与等に関する規程」に、国会議員の公設秘書の給与等は国会議員の秘書の給与等に関する法律および同法に基づく「国会議員の秘書の給与の支給等に関する規程」に定めることとされている。また、特別職に属する宮内庁職員（長官・侍従長・上皇侍従長・東宮大夫・式部官長を除く）、非常勤の職員（非常勤の総理補佐官や各組織の非常勤の委員など）は一般職の例によるとされている。そのため、実際に特別職給与法に給与等が定められている者はさらに限られることとなる。
また、実際に特別職給与法に給与が定められている者も、給与のうち地域手当、通勤手当、期末手当（ボーナス）、広域異動手当、住居手当、単身赴任手当、勤勉手当、寒冷地手当などの各種手当、支給期日および災害補償については、一般職国家公務員の例によるとされており、特別職給与法に定められているのは俸給月額のみである。
特別職給与法において直接定められている俸給月額は同法の「別表第一」「別表第二」「別表第三」の3つに分かれ、別表第一の対象者は首相、政務三役（大臣・副大臣・大臣政務官）、内閣官房の幹部、各府省庁の外局・審議会等・「特別の機関」の常勤の委員のうち国会同意人事に該当する職などの一握りの要職、別表第二の対象者は特命全権大使・特命全権公使、別表第三の対象者は一部の秘書官である。
特別職給与法は例年、一般職国家公務員の給与改定に準じ、内閣が改正案を提出する。

## この法律の対象となる職員
| 別表第一によるもの | 別表第一によるもの                     | 別表第一によるもの                 | 別表第一によるもの                                 |
| 機関 | 機関                                   | 対象者                             | 定数                                               |
| --- | -------------------------------------- | ---------------------------------- | -------------------------------------------------- |
| 内閣 | 内閣                                   | 内閣総理大臣                       | 1人                                                |
| 内閣 | 内閣                                   | 国務大臣                           | （復興大臣および国際博覧会担当大臣を含め）19人以内 |
| 会計検査院 | 会計検査院                             | 検査官（会計検査院長を含む）       | 3人（会計検査院長1人を含む）                       |
| 人事院 | 人事院                                 | 人事官（人事院総裁を含む）         | 3人（人事院総裁1人を含む）                         |
| 人事院の機関 | 国家公務員倫理審査会                   | 常勤の会長                         | 0～1人                                             |
| 人事院の機関 | 国家公務員倫理審査会                   | 常勤の委員                         | 0～4人                                             |
| 内閣官房 | 内閣官房                               | 内閣官房副長官                     | 3人                                                |
| 内閣官房 | 内閣官房                               | 内閣危機管理監                     | 1人                                                |
| 内閣官房 | 内閣官房                               | 内閣官房副長官補                   | 3人                                                |
| 内閣官房 | 内閣官房                               | 内閣広報官                         | 1人                                                |
| 内閣官房 | 内閣官房                               | 内閣情報官                         | 1人                                                |
| 内閣官房 | 内閣官房                               | 常勤の総理補佐官                   | 0～5人                                             |
| 内閣官房の機関 | 国家安全保障局                         | 国家安全保障局長                   | 1人                                                |
| 内閣法制局 | 内閣法制局                             | 内閣法制局長官                     | 1人                                                |
| 各府省（デジタル庁および復興庁を含む） | 各府省（デジタル庁および復興庁を含む） | 副大臣                             | 26人                                               |
| 各府省（デジタル庁および復興庁を含む） | 各府省（デジタル庁および復興庁を含む） | 大臣政務官                         | 28人                                               |
| 各府省（デジタル庁および復興庁を含む） | 各府省（デジタル庁および復興庁を含む） | 常勤の大臣補佐官                   | 0～18人                                            |
| 内閣府の機関 | 宮内庁                                 | 宮内庁長官                         | 1人                                                |
| 内閣府の機関 | 宮内庁                                 | 侍従長                             | 1人                                                |
| 内閣府の機関 | 宮内庁                                 | 上皇侍従長                         | 1人                                                |
| 内閣府の機関 | 宮内庁                                 | 東宮大夫（皇嗣職大夫）             | 1人                                                |
| 内閣府の機関 | 宮内庁                                 | 式部官長                           | 1人                                                |
| 内閣府の外局 | 公正取引委員会                         | 委員長                             | 1人                                                |
| 内閣府の外局 | 公正取引委員会                         | 委員                               | 4人                                                |
| 内閣府の外局 | 国家公安委員会                         | 委員                               | 5人                                                |
| 内閣府の外局 | 個人情報保護委員会                     | 委員長                             | 1人                                                |
| 内閣府の外局 | 個人情報保護委員会                     | 常勤の委員                         | 4人                                                |
| 内閣府の外局 | カジノ管理委員会                       | 委員長                             | 1人                                                |
| 内閣府の外局 | カジノ管理委員会                       | 常勤の委員                         | 2～4人                                             |
| 内閣府の審議会等 | 食品安全委員会                         | 常勤の委員                         | 4人                                                |
| 内閣府の審議会等 | 原子力委員会                           | 委員長                             | 1人                                                |
| 内閣府の審議会等 | 原子力委員会                           | 常勤の委員                         | 1～2人                                             |
| 内閣府の審議会等 | 公益認定等委員会                       | 常勤の委員                         | 0～4人                                             |
| 内閣府の審議会等 | 再就職等監視委員会                     | 委員長                             | 1人                                                |
| 内閣府の「重要政策に関する会議」 | 総合科学技術・イノベーション会議       | 常勤の議員（閣僚たる議員を除く）   | 0～4人                                             |
| 金融庁（内閣府の外局）の審議会等 | 証券取引等監視委員会                   | 委員長                             | 1人                                                |
| 金融庁（内閣府の外局）の審議会等 | 証券取引等監視委員会                   | 委員                               | 2人                                                |
| 金融庁（内閣府の外局）の審議会等 | 公認会計士・監査審査会                 | 会長                               | 1人                                                |
| 金融庁（内閣府の外局）の審議会等 | 公認会計士・監査審査会                 | 常勤の委員                         | 0～1人                                             |
| デジタル庁 | デジタル庁                             | デジタル監                         | 1人                                                |
| 総務省の外局 | 公害等調整委員会                       | 委員長                             | 1人                                                |
| 総務省の外局 | 公害等調整委員会                       | 常勤の委員                         | 3人                                                |
| 総務省の審議会等 | 地方財政審議会                         | 委員                               | 5人                                                |
| 総務省の審議会等 | 行政不服審査会                         | 常勤の委員                         | 0～3人                                             |
| 総務省の審議会等 | 情報公開・個人情報保護審査会           | 常勤の委員                         | 0～5人                                             |
| 総務省の審議会等 | 国地方係争処理委員会                   | 常勤の委員                         | 0～2人                                             |
| 総務省の審議会等 | 電気通信紛争処理委員会                 | 常勤の委員                         | 0～2人                                             |
| 法務省の審議会等 | 中央更生保護審査会                     | 委員長                             | 1人                                                |
| 法務省の審議会等 | 中央更生保護審査会                     | 常勤の委員                         | 2人                                                |
| 厚生労働省の外局 | 中央労働委員会                         | 常勤の公益委員                     | 0～2人                                             |
| 厚生労働省の審議会等 | 労働保険審査会                         | 常勤の委員                         | 6～9人                                             |
| 厚生労働省の審議会等 | 社会保険審査会                         | 委員長                             | 1人                                                |
| 厚生労働省の審議会等 | 社会保険審査会                         | 委員                               | 5人                                                |
| 国土交通省の外局 | 運輸安全委員会                         | 委員長                             | 1人                                                |
| 国土交通省の外局 | 運輸安全委員会                         | 常勤の委員                         | 7人                                                |
| 国土交通省の審議会等 | 運輸審議会                             | 常勤の委員                         | 2人                                                |
| 国土交通省の審議会等 | 土地鑑定委員会                         | 常勤の委員                         | 1人                                                |
| 環境省の外局 | 原子力規制委員会                       | 委員長                             | 1人                                                |
| 環境省の外局 | 原子力規制委員会                       | 委員                               | 4人                                                |
| 環境省の審議会等 | 公害健康被害補償不服審査会             | 常勤の委員                         | 3～6人                                             |
| 別表第二によるもの |                                        |                                    |                                                    |
| 機関 | 機関                                   | 対象者                             | 定数                                               |
| 外務省の「特別の機関」 | 大使館および政府代表部                 | 特命全権大使                       | 各大使館・政府代表部に1人以上（計約170人）         |
| 外務省の「特別の機関」 | 大使館および公使館                     | 特命全権公使                       | 4人                                                |
| 別表第三によるもの |                                        |                                    |                                                    |
| 機関 | 機関                                   | 対象者                             | 定数                                               |
| 会計検査院 | 会計検査院                             | 会計検査院長秘書官                 | 1人                                                |
| 人事院 | 人事院                                 | 人事院総裁秘書官                   | 1人                                                |
| 内閣官房 | 内閣官房                               | 総理秘書官                         | 8人                                                |
| 内閣法制局 | 内閣法制局                             | 内閣法制局長官秘書官               | 1人                                                |
| 各省（内閣官房を含む） | 各省（内閣官房を含む）                 | 大臣秘書官                         | 各大臣にそれぞれ1人（計19人以内）                  |
| 内閣府の機関 | 宮内庁                                 | 宮内庁長官秘書官                   | 1人                                                |
| 最高裁判所 | 最高裁判所                             | 最高裁長官秘書官                   | 1人                                                |
| 最高裁判所 | 最高裁判所                             | 最高裁裁判官秘書官                 | 各裁判官にそれぞれ1人（計14人）                    |
| 下級裁判所 | 高等裁判所                             | 高等裁判所長官秘書官               | 各高裁の長官にそれぞれ1人（計8人）                 |
| 形式的対象者（1条に列挙されているが非常勤のため9条により実際には一般職の例によるもの）                                                                            |                                        |                                    |                                                    |
| 機関 | 機関                                   | 対象者                             | 定数                                               |
| 会計検査院の審議会等 | 会計検査院情報公開・個人情報保護審査会 | 委員                               | 3人                                                |
| 人事院の機関 | 国家公務員倫理審査会                   | 非常勤の会長                       | 0～1人                                             |
| 人事院の機関 | 国家公務員倫理審査会                   | 非常勤の委員                       | 0～4人                                             |
| 内閣官房 | 内閣官房                               | 非常勤の総理補佐官                 | 0～5人                                             |
| 各府省（復興庁を含む） | 各府省（復興庁を含む）                 | 非常勤の大臣補佐官                 | 0～18人                                            |
| 内閣府の外局 | 個人情報保護委員会                     | 非常勤の委員                       | 4人                                                |
| 内閣府の外局 | カジノ管理委員会                       | 非常勤の委員                       | 0～2人                                             |
| 内閣府の審議会等 | 食品安全委員会                         | 非常勤の委員                       | 3人                                                |
| 内閣府の審議会等 | 原子力委員会                           | 非常勤の委員                       | 0～1人                                             |
| 内閣府の審議会等 | 衆議院議員選挙区画定審議会             | 委員                               | 7人                                                |
| 内閣府の審議会等 | 国会等移転審議会                       | 委員                               | 20人以内                                           |
| 内閣府の審議会等 | 公益認定等委員会                       | 非常勤の委員                       | 3～7人                                             |
| 内閣府の審議会等 | 再就職等監視委員会                     | 委員                               | 4人                                                |
| 内閣府の「特別の機関」 | 日本学術会議                           | 会員                               | 210人                                              |
| 内閣府の「重要政策に関する会議」 | 総合科学技術・イノベーション会議       | 非常勤の議員（閣僚たる議員を除く） | 数人程度                                           |
| 金融庁（内閣府の外局）の審議会等 | 公認会計士・監査審査会                 | 非常勤の委員                       | 8～9人                                             |
| 総務省の外局 | 公害等調整委員会                       | 非常勤の委員                       | 3人                                                |
| 総務省の審議会等 | 行政不服審査会                         | 非常勤の委員                       | 6～9人                                             |
| 総務省の審議会等 | 情報公開・個人情報保護審査会           | 非常勤の委員                       | 10～15人                                           |
| 総務省の審議会等 | 国地方係争処理委員会                   | 非常勤の委員                       | 3～5人                                             |
| 総務省の審議会等 | 電気通信紛争処理委員会                 | 非常勤の委員                       | 3～5人                                             |
| 総務省の審議会等 | 電波監理審議会                         | 委員                               | 5人                                                |
| 総務省の「特別の機関」 | 中央選挙管理会                         | 委員                               | 5人                                                |
| 総務省の「特別の機関」 | 政治資金適正化委員会                   | 委員                               | 5人                                                |
| 法務省の外局 | 公安審査委員会                         | 委員長                             | 1人                                                |
| 法務省の外局 | 公安審査委員会                         | 委員                               | 6人                                                |
| 法務省の審議会等 | 中央更生保護審査会                     | 非常勤の委員                       | 2人                                                |
| 文部科学省の「特別の機関」 | 日本ユネスコ国内委員会                 | 会長                               | 1人                                                |
| 文部科学省の「特別の機関」 | 日本ユネスコ国内委員会                 | 副会長                             | 2人                                                |
| 文部科学省の「特別の機関」 | 日本ユネスコ国内委員会                 | 委員                               | （会長1人・副会長2人を含め）60人以内               |
| 厚生労働省の外局 | 中央労働委員会                         | 非常勤の公益委員                   | 13～15人                                           |
| 厚生労働省の審議会等 | 労働保険審査会                         | 非常勤の委員                       | 0～3人                                             |
| 厚生労働省の審議会等 | 中央社会保険医療協議会                 | 公益委員                           | 6人                                                |
| 資源エネルギー庁（経済産業省の外局）の審議会等 | 調達価格等算定委員会                   | 委員                               | 5人                                                |
| 国土交通省の外局 | 運輸安全委員会                         | 非常勤の委員                       | 5人                                                |
| 国土交通省の審議会等 | 運輸審議会                             | 非常勤の委員                       | 4人                                                |
| 国土交通省の審議会等 | 土地鑑定委員会                         | 非常勤の委員                       | 6人                                                |
| 環境省の審議会等 | 公害健康被害補償不服審査会             | 非常勤の委員                       | 0～3人                                             |
| 形式的対象者（1条に列挙されているが10条により実際には一般職の例によるもの）                                                                                       |                                        |                                    |                                                    |
| 機関 | 機関                                   | 対象者                             | 定数                                               |
| 内閣府の機関 | 宮内庁                                 | 宮務主管                           | 1人                                                |
| 内閣府の機関 | 宮内庁                                 | 皇室医務主管                       | 1人                                                |
| 内閣府の機関 | 宮内庁                                 | 侍従次長                           | 1人                                                |
| 内閣府の機関 | 宮内庁                                 | 侍従                               | 7人                                                |
| 内閣府の機関 | 宮内庁                                 | 女官長                             | 1人                                                |
| 内閣府の機関 | 宮内庁                                 | 女官                               | 6人                                                |
| 内閣府の機関 | 宮内庁                                 | 侍医長                             | 1人                                                |
| 内閣府の機関 | 宮内庁                                 | 侍医                               | 3人                                                |
| 内閣府の機関 | 宮内庁                                 | 上皇侍従次長                       | 1人                                                |
| 内閣府の機関 | 宮内庁                                 | 上皇侍従                           | 7人                                                |
| 内閣府の機関 | 宮内庁                                 | 上皇女官長                         | 1人                                                |
| 内閣府の機関 | 宮内庁                                 | 上皇女官                           | 6人                                                |
| 内閣府の機関 | 宮内庁                                 | 上皇侍医長                         | 1人                                                |
| 内閣府の機関 | 宮内庁                                 | 上皇侍医                           | 4人                                                |
| 内閣府の機関 | 宮内庁                                 | 東宮侍従長                         | 1人                                                |
| 内閣府の機関 | 宮内庁                                 | 東宮侍従                           | 7人                                                |
| 内閣府の機関 | 宮内庁                                 | 東宮女官長                         | 1人                                                |
| 内閣府の機関 | 宮内庁                                 | 東宮女官                           | 6人                                                |
| 内閣府の機関 | 宮内庁                                 | 東宮侍医長                         | 1人                                                |
| 内閣府の機関 | 宮内庁                                 | 東宮侍医                           | 3人                                                |
| 内閣府の機関 | 宮内庁                                 | 皇嗣職宮務官長                     | 1人                                                |
| 内閣府の機関 | 宮内庁                                 | 皇嗣職宮務官                       | 10人                                               |
| 内閣府の機関 | 宮内庁                                 | 皇嗣職侍医長                       | 1人                                                |
| 内閣府の機関 | 宮内庁                                 | 皇嗣職侍医                         | 3人                                                |
| 内閣府の機関 | 宮内庁                                 | 宮務官                             | 4人                                                |
| 内閣府の機関 | 宮内庁                                 | 侍女長                             | 4人                                                |
| 形式的対象者（1条に列挙されているが11条により実際には国会職員法および同法に基づく「国会職員の給与等に関する規程」によるもの）                                     |                                        |                                    |                                                    |
| 機関 | 機関                                   | 対象者                             | 定数                                               |
| 国会 | 国会                                   | 国会職員                           | 約4000人                                           |
| 形式的対象者（1条に列挙されているが12条により実際には国会議員の秘書の給与等に関する法律および同法に基づく「国会議員の秘書の給与の支給等に関する規程」によるもの） |                                        |                                    |                                                    |
| 機関 | 機関                                   | 対象者                             | 定数                                               |
| 国会 | 国会                                   | 議員秘書（公設秘書）               | 国会議員1人につき3人以内（上限は計2139人）         |

## 他の法令によって特別職給与法の例によるとされている職
一部の国家公務員およびみなし公務員の中には、特別職給与法の対象ではないが、他の法令によりその給与の一部について「特別職給与法の例による」等と規定されているものがある。
| 特別職国家公務員のうち特別職給与法の対象ではないが他の法令により給与等の一部が特別職給与法の例による（または準じる）とされているもの | 特別職国家公務員のうち特別職給与法の対象ではないが他の法令により給与等の一部が特別職給与法の例による（または準じる）とされているもの | 特別職国家公務員のうち特別職給与法の対象ではないが他の法令により給与等の一部が特別職給与法の例による（または準じる）とされているもの | 特別職国家公務員のうち特別職給与法の対象ではないが他の法令により給与等の一部が特別職給与法の例による（または準じる）とされているもの | 特別職国家公務員のうち特別職給与法の対象ではないが他の法令により給与等の一部が特別職給与法の例による（または準じる）とされているもの | 特別職国家公務員のうち特別職給与法の対象ではないが他の法令により給与等の一部が特別職給与法の例による（または準じる）とされているもの |
| 機関 | 機関 | 対象者 | 定数 | 特別職給与法の例による（あるいは準じる）もの                                                                                         | 根拠法 |
| --- | --- | --- | --- | --- | --- |
| 外務省 | 外務省 | 2025年大阪・関西万博政府代表 | 1人 | 俸給月額以外の給与（各種手当等）・災害補償                                                                                           | 二千二十五年日本国際博覧会政府代表の設置に関する臨時措置法                                                                           |
| 最高裁判所 | 最高裁判所 | 最高裁長官 | 1人 | 報酬以外の給与（各種手当等） | 裁判官の報酬等に関する法律 |
| 最高裁判所 | 最高裁判所 | 最高裁裁判官 | 14人 | 報酬以外の給与（各種手当等） | 裁判官の報酬等に関する法律 |
| 下級裁判所 | 高等裁判所 | 高等裁判所長官 | 各高裁にそれぞれ1人（計8人） | 報酬以外の給与（各種手当等） | 裁判官の報酬等に関する法律 |
| 国会 | 国会 | 国会議員 | 713人（衆議院議員465人・参議院議員248人）                                                                                            | 期末手当（ボーナス）の額の算定基準                                                                                                   | 国会議員の歳費、旅費及び手当等に関する法律                                                                                           |
| 一般職国家公務員であるが他の法令により給与等の一部が特別職給与法の例によるとされているもの                                           | | | | | |
| 機関 | 機関 | 対象者 | 定数 | 特別職給与法の例によるもの | 根拠法 |
| 法務省の「特別の機関」 | 最高検察庁 | 検事総長 | 1人 | 俸給月額以外の給与（各種手当） | 検察官の俸給等に関する法律 |
| 法務省の「特別の機関」 | 最高検察庁 | 検事次長 | 1人 | 俸給月額以外の給与（各種手当） | 検察官の俸給等に関する法律 |
| 法務省の「特別の機関」 | 高等検察庁 | 検事長 | 各高等検察庁にそれぞれ1人（計8人）                                                                                                   | 俸給月額以外の給与（各種手当） | 検察官の俸給等に関する法律 |
| みなし公務員であるが他の法令により特別職給与法対象者の給与等を勘案して給与等の支給の基準を定めるとされているもの                     | | | | | |
| 機関 | 機関 | 対象者 | 定数 | 特別職給与法対象者の給与等を勘案するとされているもの                                                                                 | 根拠法 |
| 認可法人 | 日本銀行 | 総裁 | 1人 | 給与・退職手当・その他の事情 | 日本銀行法 |
| 認可法人 | 日本銀行 | 副総裁 | 2人 | 給与・退職手当・その他の事情 | 日本銀行法 |
| 認可法人 | 日本銀行 | 監事 | 3人以内 | 給与・退職手当・その他の事情 | 日本銀行法 |
| 認可法人 | 日本銀行 | 理事 | 6人以内 | 給与・退職手当・その他の事情 | 日本銀行法 |
| 認可法人 | 日本銀行 | 参与 | 若干名 | 給与・退職手当・その他の事情 | 日本銀行法 |
| 認可法人 | 日本銀行 | 日本銀行政策委員会審議委員 | 6人 | 給与・退職手当・その他の事情 | 日本銀行法 |